# Risi e bisi
Risi e bisi (dalla lingua veneta riso e piselli) è un piatto veneto, tipico della cucina, padovana, veneziana, vicentina e veronese, a base di riso e piselli.
Si tratta di un primo piatto che, per la sua consistenza né troppo densa né troppo liquida, viene considerato a metà tra un risotto ed una minestra e che è particolarmente adatto sia nei mesi invernali che in quelli primaverili.
Nella provincia di Vicenza il piatto viene preparato con ingredienti tipici del territorio come il riso di Grumolo delle Abbadesse, che costituisce una caratteristica varietà di riso Vialone Nano, e con bisi di Lumignano, che vengono prodotti anche nelle aree limitrofe al comune di Longare, dove le coltivazioni sono riparate dai Colli Berici, rendendo queste zone particolarmente adatte alla crescita delle coltivazioni. La quantità di piselli qui raccolta resta comunque contenuta e viene assorbita per la maggior parte dai ristoratori locali.
Per la realizzazione del piatto tipico viene impiegata ogni parte dei piselli, compresi i baccelli i quali, una volta puliti, vengono immersi in acqua e bolliti per ottenere un brodo piuttosto denso che, una volta filtrato, verrà unito ai piselli ed al riso per consentirne la cottura. La ricetta tradizionale depositata presso la camera di commercio di Venezia nel 2013 prevede l'utilizzo di riso vialone nano e piselli, senza l'aggiunta di pancetta 

## Storia
La densa zuppa di riso e piselli è un piatto che appartiene all'antica tradizione culinaria della Serenissima Repubblica di Venezia e che si diffuse rapidamente alle pianeggianti aree interne una volta che questa si estese fino a comprendere anche i territori del vicentino. Con l'intensificarsi delle relazioni commerciali tra Venezia e Vicenza i prodotti agricoli circolavano su tutto il territorio e i piselli coltivati alle pendici dei Colli Berici raggiungevano anche la città lagunare, dove erano particolarmente apprezzati.
Risi e bisi divenne così il piatto celebrativo della primavera, dato che era questa la stagione in cui avvenivano i primi raccolti di piselli, e veniva offerto al Doge nella sala dedicata ai banchetti del Palazzo Ducale in occasione dei festeggiamenti del patrono San Marco il 25 aprile. È possibile però che l'origine del piatto possa essere ancor più antica poiché legata ai Bizantini con i quali Venezia è stata a lungo collegata e che erano soliti creare pietanze a base di riso unito ad altri ingredienti. 

## Alimenti simili
Una tradizione simile si ritrova anche in Giappone, analogamente per festeggiare la primavera: il piatto si chiama "mame gohan" (豆ご飯 ({{{2}}}?)), termini con lo stesso significato della preparazione italiana.